# Fritz Bauer (Politiker, 1912)
Fritz Bauer (* 23. Dezember 1912 in Kaufbeuren; † 22. Juli 1990 in Fürstenfeldbruck) war ein deutscher Jurist und Bürgermeister von Fürstenfeldbruck (Überparteiliche Wählerschaft der Alt- und Neubürger Fürstenfeldbruck).

## Werdegang
Er studierte Jura in München und legte im Jahr 1937 seine Dissertation über die „Eheanfechtungsgründe des deutschen bürgerlichen Gesetzbuches“ an der juristischen Fakultät der Friedrich-Alexander-Universität zu Erlangen vor. Nach der Promotion ließ er sich als Rechtsanwalt nieder. Er hat am Oberlandesgericht München und später am Finanzamt München gearbeitet. 1941 wechselte er zur Verkehrsverwaltung und wurde nach Berlin versetzt, wo er als Beauftragter des Reichsverkehrsministeriums beim Oberkommando der Wehrmacht tätig war.
Später war er Tarifdezernent in Riga und 1942 wurde er nach Smolensk versetzt.

## Politik
Bauer beantragte am 23. November 1939 die Aufnahme in die NSDAP und wurde zum 1. April 1940 aufgenommen (Mitgliedsnummer 7.572.462). Er war auch Mitglied im NS-Rechtswahrerbund und in der NS-Volkswohlfahrt. Die Spruchkammer Fürstenfeldbruck stufte ihn im Februar 1947 im Rahmen seines Entnazifizierungsverfahrens als Mitläufer ein.
Dr. Bauer vertrat anwaltlich prominente Fürstenfeldbrucker Nationalsozialisten wie die Brucker NS-Frauenschaftsführerin Franziska Heitmeyer. und den brutalen Kreisleiter Franz Emmer. Die Spruchkammer verurteilte Emmer im Entnazifizierungsverfahren als Hauptschuldigen zu sechs Jahren Arbeitslager und Einzug seines Vermögens. Bauer legte als Verteidiger Berufung ein, erlangte eine Wiederaufnahme des Verfahrens: Emmer wurde 1957 nur noch zu einer Geldstrafe von 500 D-Mark verurteilt und war inzwischen als überzeugter Nazi wieder politisch aktiv – bei der Deutschen Reichspartei, einer Vorläuferin der NPD.
Ende der 1940er Jahre startete Bauer seine politische Karriere in Fürstenfeldbruck – zunächst erfolglos als Kandidat für die Wirtschaftliche Aufbau-Vereinigung für den Bayerischen Landtag. Zusammen mit dem Apotheker Hans Kolb (1902 – 1962) und dem Vorsitzenden der Sudetendeutschen Landsmannschaft, dem Ingenieur Eduard Chwalibog (1904 – 1972), gründete Bauer die Überparteiliche Wählerschaft der Alt- und Neubürger Fürstenfeldbruck für die Stadtrats- und Kreistagswahlen 1952. Auf der 13-köpfigen Liste der „Überparteilichen“ befanden sich zusammen mit Bauer acht ehemalige NSDAP-Mitglieder. Die Partei errang bei der Stadtratswahl einen großen Erfolg und zogen mit fünf Sitzen in den Stadtrat ein. Bauer wurde Erster Bürgermeister und zweimal bis 1962 wiedergewählt. 1962 trat Bauer als Erster Bürgermeister zurück, vorgeblich aus gesundheitlichen Gründen. Zudem war er über seine Amtszeit als Erster Bürgermeister hinaus bis 1972 Stadtrat, in den Jahren von 1956 bis 1960 sowie im Jahr 1972 war er Kreisrat, 1972 war er zweiter Stellvertreter des Landrates.